# Austrachelas bergi
Espèce
Austrachelas bergi est une espèce d'araignées aranéomorphes de la famille des Gallieniellidae.

## Distribution
Cette espèce est endémique du Mpumalanga en Afrique du Sud,. Elle se rencontre vers Nelspruit.

## Description
Les femelles mesurent de 5,60 à 9,80 mm.

## Étymologie
Cette espèce est nommée en l'honneur de Michiel van den Berg.

## Publication originale
- Haddad, Lyle, Bosselaers & Ramirez, 2009 : A revision of the endemic South African spider genus Austrachelas, with its transfer to the Gallieniellidae (Arachnida: Araneae). Zootaxa, no 2296, p. 1-38.